# Cliché

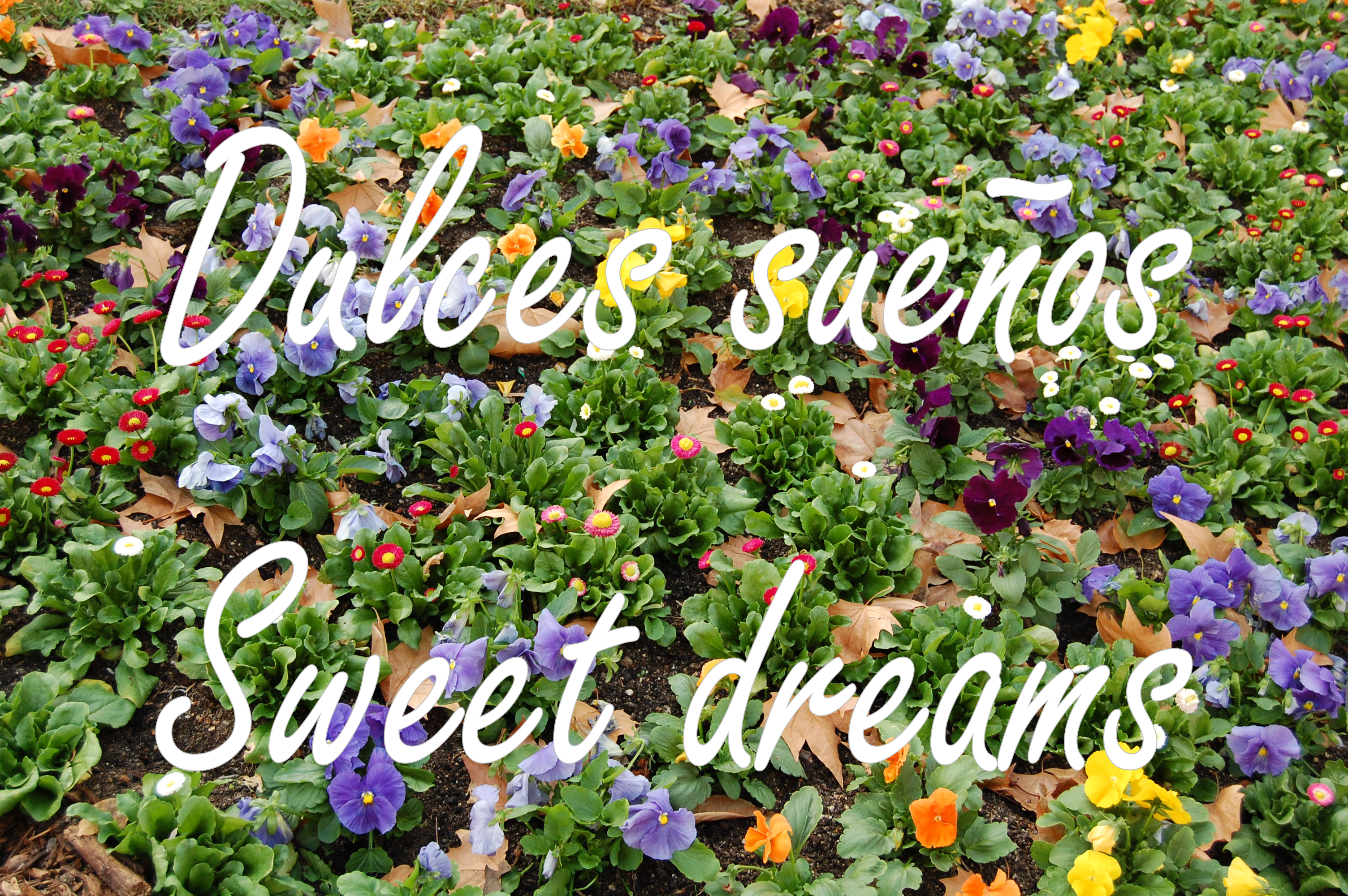
«Dulces sueños» es una frase cliché.

Un cliché o clisé (del francés, cliché ‘estereotipo’, ‘estereotipia’) es una frase, expresión, acción o idea que ha sido usada en exceso, hasta el punto en que pierde novedad, especialmente si en un principio fue considerada notoriamente poderosa o innovadora.

## Cómo identificar un cliché
El cliché se aplica también para casi toda situación, tema, caracterización, tipo de discurso u objeto  —es decir, toda señal— que se ha convertido excesivamente familiar o del uso común.
Debido a que la novedad y la frecuencia en el uso de una expresión varían según tiempos y lugares distintos, el hecho de que un cliché pueda ser denominado como tal depende en su mayoría de quién lo use, del contexto en el que es empleado, o de quién está emitiendo la afirmación.
El significado de un cliché en particular puede variar con el tiempo, implicando generalmente confusión o un uso incorrecto. También puede generar connotaciones políticas e ideológicas.

### Cine

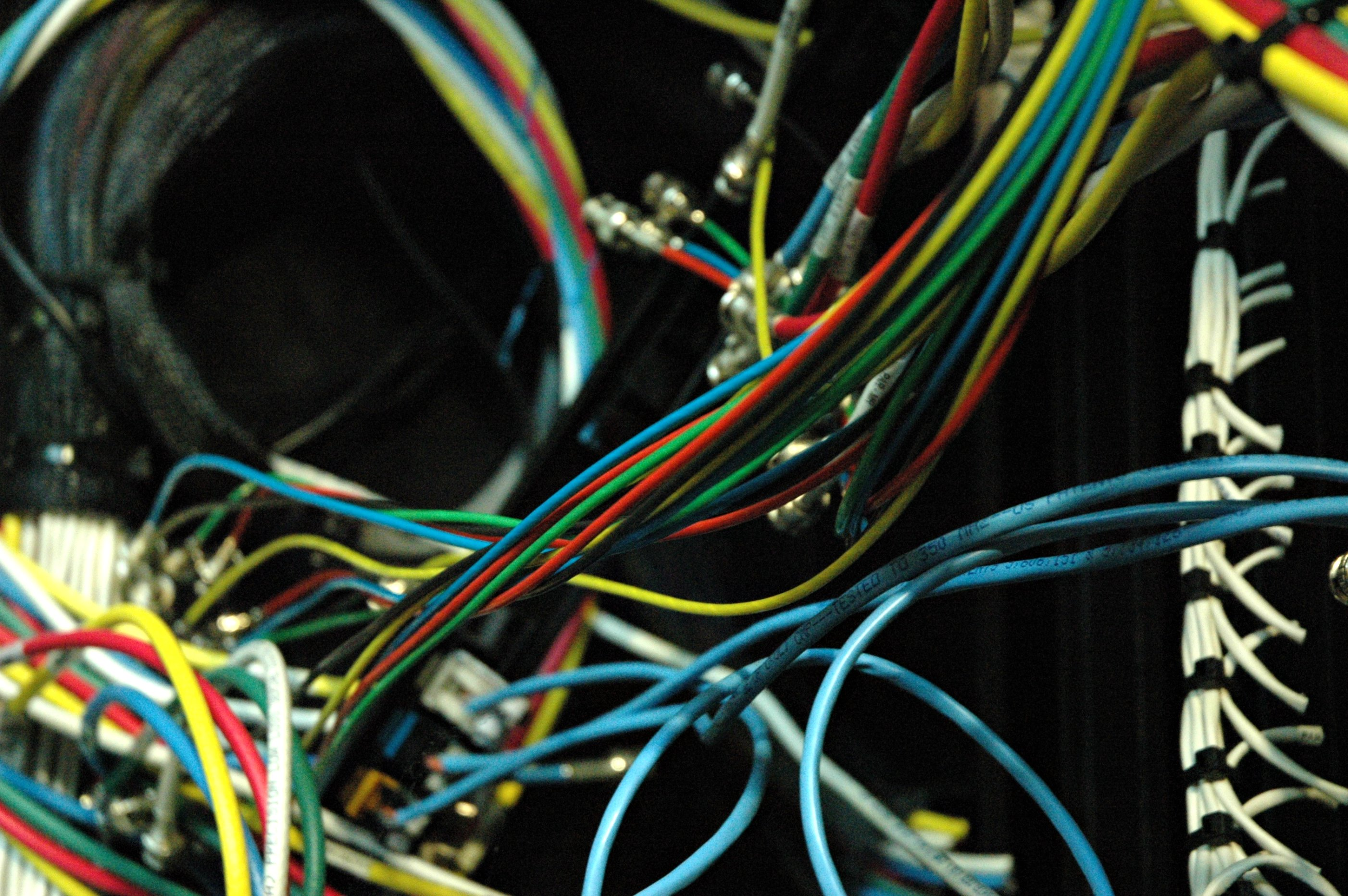
La escena donde el protagonista debe elegir qué cable cortar para desactivar una bomba es un cliché cinematográfico

En el cine, los clichés aparecen como escenas reiteradas y similares en muchas películas al grado que pueden ser predecibles. Un ejemplo de esto es la repetida escena donde el protagonista debe elegir qué cable cortar para desactivar una bomba, que tiene un gran reloj (muchas veces digital) que está en cuenta hacia atrás, logrando desactivarla pocos segundos antes de que explote, o donde el protagonista de la película escapa de un lugar que está a punto de explotar, explotando cuando él apenas alcanza a escapar teniendo la explosión detrás de él. Como estos ejemplos hay muchos para distintos tipos de cine, otro ejemplo de esto es que en muchas películas, cuando se representa una carrera de cuadrigas, hay una navaja en una rueda para destruir las ruedas de la cuadriga del rival.

## Su uso
La aparición de un cliché en el discurso oral o escrito indica falta de creatividad, innovación o sinceridad por parte de un autor/orador, quien no se toma la molestia de formular una idea propia.
Por otro lado, puede haber ventajas en el uso de los clichés. En la narración de historias, el cliché puede establecer cierta sintonía con la audiencia, por ejemplo por medio de herramientas del habla; la exposición y descripción de una historia se pueden simplificar, facilitando así finalmente el entendimiento en el público. Otra forma planteada principalmente en la literatura y el cine es la utilización del cliché, rompiéndolo posteriormente para generar sorpresa.
Mientras que la mayoría de clichés pueden y deben ser evitados al escribir y hablar, muchas frases de este tipo han permanecido en uso a través de los siglos, principalmente por su sobrevaloración.
No necesariamente el cliché es malo, de vez en cuando puede ayudar a la construcción en la historia, además, estos pueden ser usados a propósito para dar un efecto humorístico en una película de comedia.